# Apororhynchida
Los apororrínquidos (Apororhynchida) son un orden que contiene una familia,  Apororhynchidae, y un género, Apororhynchus, de gusanos parásitos microscópicos que se adhieren a la pared intestinal de los vertebrados terrestres. 

## Especies
- Apororhynchus aculeatus Meyer, 1931
- Apororhynchus amphistomi Byrd and Denton, 1949
- Apororhynchus bivolucrus Das, 1950
- Apororhynchus chauhani Sen, 1975
- Apororhynchus hemignathi Shipley, 1899
- Apororhynchus paulonucleatus Hoklova and Cimbaluk, 1971
- Apororhynchus silesiacus Okulewicz and Maruszewski, 1980

## Enlaces
Wikiespecies tiene un artículo sobre Apororhynchida
- Datos: Q2782692
- Multimedia: Apororhynchus / Q2782692
- Especies: Apororhynchida